# 愛知労働局

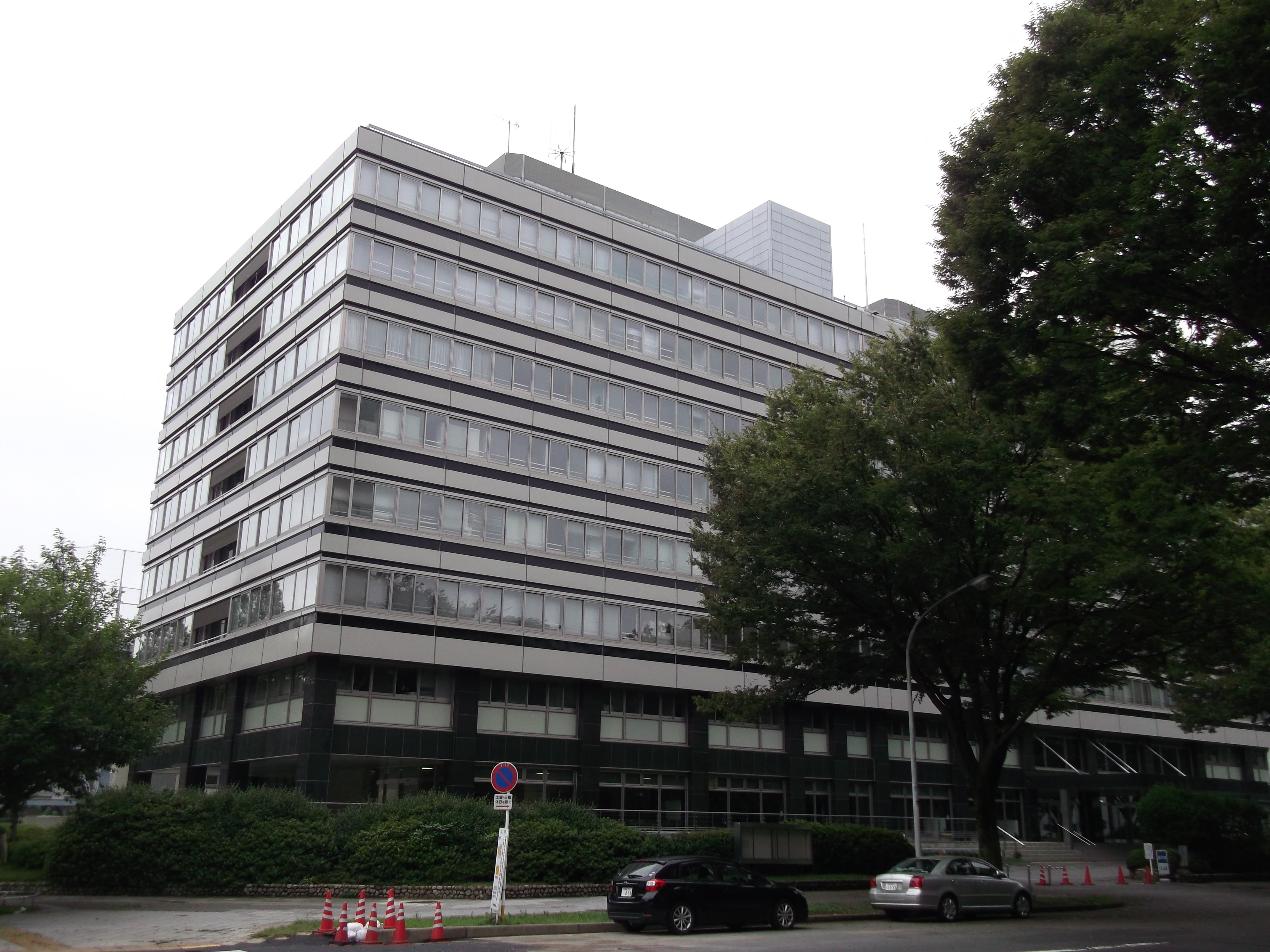
名古屋合同庁舎第2号館（2014年8月）

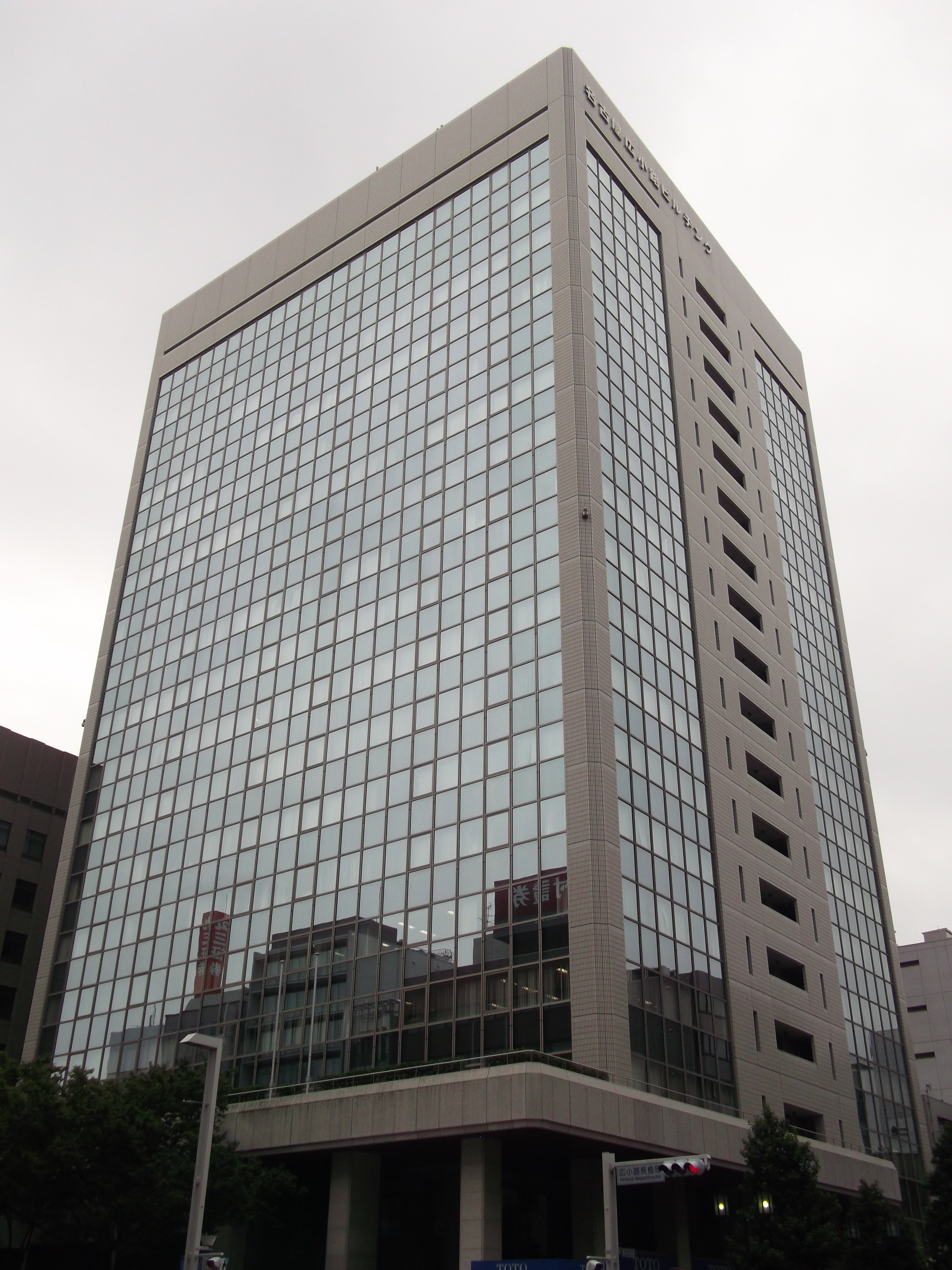
広小路庁舎が入居する名古屋広小路ビルヂング（2014年8月）

愛知労働局（あいちろうどうきょく）は愛知県を管轄する都道府県労働局。

## 所在地
本局
- いずれも愛知県名古屋市中区に所在。
  - 三の丸二丁目5番1号、名古屋合同庁舎第2号館 2 - 4階（本庁舎）。
  - 錦二丁目14番25号、ヤマイチビル（あい★彡ワーク） 11 - 13階（伏見庁舎）。
  - 栄二丁目3番1号、名古屋広小路ビルヂング 15階・11階・6階（広小路庁舎）。

## 組織
局長
- 総務部
  - 総務課、労働保険徴収課、労働保険適用・事務組合課
- 労働基準部
  - 監督課、安全課、健康課、賃金課、労災補償課、労災補償課医療係
- 職業安定部
  - 職業安定課、あいち雇用保険電子申請事務センター、職業対策課、あいち雇用助成室、地方訓練受講者支援室
- 需給調整事業部
  - 需給調整事業第一課、需給調整事業第二課
- 雇用環境・均等部
  - 企画課、指導課

## 出先機関
- 労働基準監督署（13署1支署）
  - 名古屋東労働基準監督署（名古屋市天白区）
  - 名古屋西労働基準監督署（名古屋市中村区）
  - 名古屋南労働基準監督署（名古屋市港区）
  - 名古屋北労働基準監督署（名古屋市東区）
  - 豊橋労働基準監督署（豊橋市）
  - 岡崎労働基準監督署（岡崎市）
  - 岡崎労働基準監督署西尾支署（西尾市）
  - 一宮労働基準監督署（一宮市）
  - 半田労働基準監督署（半田市）
  - 刈谷労働基準監督署（刈谷市）
  - 豊田労働基準監督署（豊田市）
  - 瀬戸労働基準監督署（瀬戸市）
  - 津島労働基準監督署（津島市）
  - 江南労働基準監督署（江南市）

- 公共職業安定所（ハローワーク、16所2出張所）
  - 名古屋中公共職業安定所（名古屋市中区）
    - 2019年に移転

  - 名古屋東公共職業安定所（名古屋市名東区）
  - 名古屋南公共職業安定所（名古屋市熱田区）
  - 豊橋公共職業安定所（豊橋市）
  - 岡崎公共職業安定所（岡崎市）
  - 一宮公共職業安定所（一宮市）
  - 半田公共職業安定所（半田市）
  - 瀬戸公共職業安定所（瀬戸市）
  - 豊田公共職業安定所（豊田市）
  - 津島公共職業安定所（津島市）
  - 刈谷公共職業安定所（刈谷市）
  - 刈谷公共職業安定所碧南出張所（碧南市）
  - 西尾公共職業安定所（西尾市）
  - 犬山公共職業安定所（犬山市）
  - 豊川公共職業安定所（豊川市）
  - 豊川公共職業安定所蒲郡出張所（蒲郡市）
  - 新城公共職業安定所（新城市）
  - 春日井公共職業安定所（春日井市）